# Nicky Blackmarket
Nicky Blackmarket (bürgerlich Nicolas Andersson-Glyden; * 1967 in London) ist ein britischer DJ und Produzent von Drum and Bass und Jungle. Er betreibt den Londoner Plattenladen BM Soho, der früher Black Market Records hieß.
In der Szene genießt er einen hoch geachteten Status. Eine seiner bekanntesten Veröffentlichungen ist das Live-Set The Junglist Soldier, das er 1995 mit dem MC Stevie Hyper D produzierte.